# 타카스기 마리
타카스기 마리(일본어: 高杉麻里 1998년 1월 30일 - )는 일본의 성인 비디오 여배우이다. 친한파로 잘 알려져 있어 대한민국에서 홍보 활동을 활발하게 하고 있으며, 한국인을 대상으로 한 유튜브 채널을 개설하여 화제가 되기도 하였다.